# Simanduma
Simanduma is een bestuurslaag in het regentschap Dairi van de provincie Noord-Sumatra, Indonesië. Simanduma telt 815 inwoners (volkstelling 2010).